# Ceresium adamsi
Ceresium adamsi är en skalbaggsart. Ceresium adamsi ingår i släktet Ceresium och familjen långhorningar.

## Underarter
Arten delas in i följande underarter:
- C. a. adamsi
- C. a. kusaiana